# The 4th Floor
The 4th Floor (Cuarto piso) es una película estadounidense de 1999 escrita y dirigida por Josh Klausner, interpretada por Juliette Lewis, William Hurt, Shelley Duvall y Austin Pendleton. Fue filmada en Nueva York, Estados Unidos y Saint John, Nuevo Brunswick, Canadá, y estrenada en 1999. La música fue escrita por Brian Tyler.

## Trama
Una mujer hereda un apartamento con alquiler controlado y es aterrorizada por un vecino.

## Elenco
- Juliette Lewis como Jane Emelin.
- William Hurt como Graig Harisson.
- Shelley Duvall como Martha Stewart.
- Austin Pendleton como Albert Collins.
- Artie Lange como Jerry.
- George Pottle como Mr. Bryant
- Lorna Millican como Mrs. Bryant
- Heidi Jo Markel como Ashley.
- Sabrina Grdevich como Cheryl.
- Robert Costanzo como El exterminador.
- Tobin Bell como Los Locksmith.